# Våbenhvile med Frankrig (Anden Compiègne)
Den Anden våbenstilstand ved Compiègne blev underskrevet kl. 18.50 den 22. juni 1940 i nærheden af Compiègne, i departmentet Oise, mellem Nazityskland og Frankrig. Efter den knusende tyske sejr i Slaget om Frankrig (10. maj – 21. juni 1940) førte våbenstilstanden til etablering af en tysk besættelseszone i den nordlige del af Frankrig og hele Atlanterhavskysten ned til den spanske grænse. Resten af Frankrig forblev "frit" under en fransk regering. Adolf Hitler valgte bevidst Compiègne-skoven som det sted, hvor våbenstilstanden skulle underskrives, på grund af stedets symbolske betydning som stedet, hvor våbenstilstanden i 1918 blev indgået. Den våbenstilstand, der afsluttede 1. verdenskrig med et tysk nederlag.

## Slaget om Frankrig
De bedste og mest moderne hære var blevet sendt nordpå og gik tabt ved den efterfølgende omringning. Frankrig havde således mistet sine bedste våben og bedste pansrede enheder. Mellem maj og juni var de franske tropper på generelt tilbagetog, og Tyskland truede med at besætte Paris. Den franske regering måtte flygte til Bordeaux den 10. juni for at undgå at blive taget til fange og erklærede Paris for en åben by. Den 22. juni havde de tyske styrker haft tab på 27.000 døde, over 111.000 sårede og 18.000 savnede mod de franske tab på 92.000 døde og mere end 200.000 sårede. Briternes British Expeditionary Force havde mistet mere end 68.000 mand.

## Valget Compiègne
Da Adolf Hitler fik meddelelse fra den franske regering om, at de ønskede at forhandle en våbenstilstand, valgte han Compiègne-skoven i nærheden af Compiègne som stedet, hvor forhandlingerne skulle foregå. Da Compiègne var stedet, hvor våbenstilstanden var indgået med Tyskland i 1. Verdenskrig, der afsluttede krigen med et ydmygende nederlag til Tyskland, anså Hitler brugen af dette sted som en enestående mulighed for at få revanche over Frankrig. Hitler fik den særlige togvogn, hvor tyskerne havde underskrevet den første våbenstilstand, rangeret til stedet for yderligere at ydmyge franskmændene. I den sidste sætning af indledningen i våbenstilstandsdokumentet havde de tyske forhandlere indføjet: "Tyskland har intet ønske om at bruge våbenstilstandsbetingelserne og våbenstilstandsforhandlingerne til nogen form for ydmygelse mod en så modig modstander" – hvilket hentydede til de franske styrker. Hertil kom, at forhandlerne i Artikel 3, andet stykke, skrev, at det ikke var meningen at besætte store dele af Nordfrankrig, når først fjendtlighederne med England var afsluttet.
I den selvsamme jernbanevogn, hvor våbenstilstanden var blevet underskrevet i 1918 (fjernet fra et museum og placeret på det præcis samme sted som i 1918), sad Hitler i den samme stol, som Marskal Foch havde siddet i, da han stod over for de besejrede tyske repræsentanter. Efter at have hørt på oplæsningen af indledningen, forlod Hitler – med et overlagt tegn på foragt overfor de franske delegerede – togvognen og overlod forhandlingerne til chefen for OKW, general Wilhelm Keitel.

## Betingelser
Som beskrevet i William Shirers bod Det tredje Riges storhed og fald var våbenstilstandsbetingelserne mod Frankrig langt hårdere end dem, som Frankrig havde pålagt Tyskland i 1918. De indeholdt, at Tyskland skulle besætte tre femtedel af Frankrig nord og vest for en linje gennem Genève, Tours og den spanske grænse, så den tyske flåde fik adgang til alle havne ved Den engelske Kanal og Atlanterhavet. Alle personer, som havde fået politisk asyl, skulle overgives, og alle omkostninger ved besættelsen skulle betales af Frankrig med et beløb på 400 mio. francs om dagen. En minimal fransk hær blev tilladt opretholdt. Som en af Hitlers få indrømmelser skulle den franske flåde afvæbnes, men ikke afleveres, for Hitler indså, at hvis han pressede Frankrig for langt, ville det få som konsekvens, at franskmændene kæmpede videre fra Fransk Nordafrika. Vichy Frankrig – den ubesatte del af Frankrig – blev angiveligt overladt til frit at kunne blive regeret af franskmændene, indtil en endelig fredsaftale kunne forhandles, men blev besat af Tyskland i 1942 i operationen Fall Anton.
Den franske delegation under ledelse af general Charles Huntziger forsøgte at få opblødt de barske betingelser i våbenstilstanden, men Keitel svarede, at de måtte godkende eller afvise våbenstilstanden, som den forelå. I betragtning af den militære situation Frankrig stod i, havde Huntziger intet andet valg end at tiltræde betingelserne. Da de franske forhandlere alle regnede med, at krigen kun ville vare nogle få uger mere, nu da Storbritannien og dens Commonwealth of Nations kæmpede alene, var der ingen, der gjorde ophævelser over, at alle franske krigsfanger skulle forblive fanger, indtil fjendtlighederne med briterne var afsluttet. Næsten en million franskmænd var således tvunget til at tilbringe de næste fem år som krigsfanger (omkring en tredjedel af de 1½ mio. fanger blev frigivet af tyskerne, inden krigen sluttede). Våbenstilstanden trådte i kraft den 25. juni 1940, 0:35.
Artikel 19 i våbenstilstandsdokumentet forlangte, at den franske stat udleverede enhver ikke-fransk person til de tyske autoriteter, og disse personer blev ofte sendt til en koncentrationslejr (Udlever på anfordring klausulen).

## Ødelæggelse af våbenstilstandsstedet i Compiègne
Våbenstilstandsstedet blev ødelagt af tyskerne efter ordre fra Hitler tre dage senere.
. Jernbanevognen blev ført til Berlin som krigsbytte sammen med stykker af en stor stenplade, der bar indskriften:
Her bukkede det tyske riges forbryderiske stolthed under den 11. november 1918. Besejret af de frie folk, som det prøvede at gøre til slaver.
Alsace-Lorraine-monumentet, der viste en tysk ørn gennemboret af et sværd, blev ødelagt sammen med alt, hvad der pegede på stedet, undtagen statuen af marskal Foch. Hitler lod med vilje statuen stå, så den kun kunne skue ud over en ødemark. Jernbanevognen blev ført til Crawinkel i Thüringen i 1945, hvor den blev ødelagt af SS-tropper og resterne begravet.

## Genskabelse af våbenstilstandsstedet
Efter krigen blev tyske krigsfanger sat til at føre våbenstilstandsstedet tilbage til dets tidligere stand. Stenpladens dele blev reddet og samlet, og en kopi af jernbanevognen blev placeret på det genskabte sted. Alsace-Lorraine-monumentet blev genopbygget fra bunden. Efter Tysklands genforening i 1989 gravede de, som oplevede hændelsen, relikvier frem og fremkom med andre relikvier. Det blev beskrevet i Südthüringer Zeitung den 11. maj 1991 i en artikel med overskriften: "Hitlers salonvogn fundet i landsbyen Crawinkel". Forskellige dele blev leveret tilbage til den franske general Gamache i Compiègne i 1992. Den 5. maj 1994 blev en lille eg, der skulle symbolisere håbet om fred, gravet op fra ødelæggelsesområdet i Crawinkel og genplantet i Compiègne i Frankrig. Den 7. maj 2005 blev det historiske område i Crawinkel indviet.

## Yderligere læsning
- Shirer, William L., Det tredje riges storhed og fald. 4 bind. Berlingske. 1961.

## Eksterne kilder
- Steven Lehrers Compiègne hjemmeside
- Våbenstilstandsaftalen mellem Tyskland og Frankrig, 22. juni 1940

49°25′38″N 2°54′23″Ø / 49.42736°N 2.90642°Ø